# Radomice (województwo świętokrzyskie)
Radomice – wieś w Polsce, położona w województwie świętokrzyskim, w powiecie kieleckim, w gminie Morawica.
| SIMC    | Nazwa             | Rodzaj      |
| ------- | ----------------- | ----------- |
| 0254404 | Chuda Góra        | przysiółek  |
| 0254410 | Dwór              | kolonia     |
| 0254427 | Kaczeńce          | część wsi   |
| 0254433 | Lipa              | część wsi   |
| 0254440 | Podgórze          | część wsi   |
| 0254456 | Podziałki         | osada leśna |
| 0254462 | Radomice Pierwsze | część wsi   |
| 0991893 | Wydrzysz          | kolonia     |
| 0254479 | Zagórze           | przysiółek  |

Były wsią klasztoru cystersów wąchockich w województwie sandomierskim w ostatniej ćwierci XVI wieku. W Królestwie Polskim istniała gmina Radomice. W latach 1975–1998 miejscowość położona była w województwie kieleckim.
Dojazd z Kielc zapewniają autobusy komunikacji miejskiej linii 45.
W XVIII w. Radomice należały do opactwa cystersów z Wąchocka. Powstanie wsi sięga początku wczesnego średniowiecza i jest związana z organizacją na prawie niemieckim. Prawo niemieckie otrzymały Radomice w 1275. Wsie zorganizowane na prawie niemieckim miały regularny układ zabudowy - ulicowy, owalnicowy, placowy (ryneczkowy), która była skupiona na niwie domowej, ograniczającej rozbudowę wsi poza jej granice. We wsi w pierwszej połowie XIX w. istniał folwark. W dobrach rządowych folwarki były wydzierżawione, a dzierżawca zamieszkiwał budynek folwarczny, w pierwszej połowie XIX w. częściej zwany dworem, w XVIII w. zaś niekiedy rezydencją folwarczną. W Radomicach spotykamy się z budynkami tego typu. 

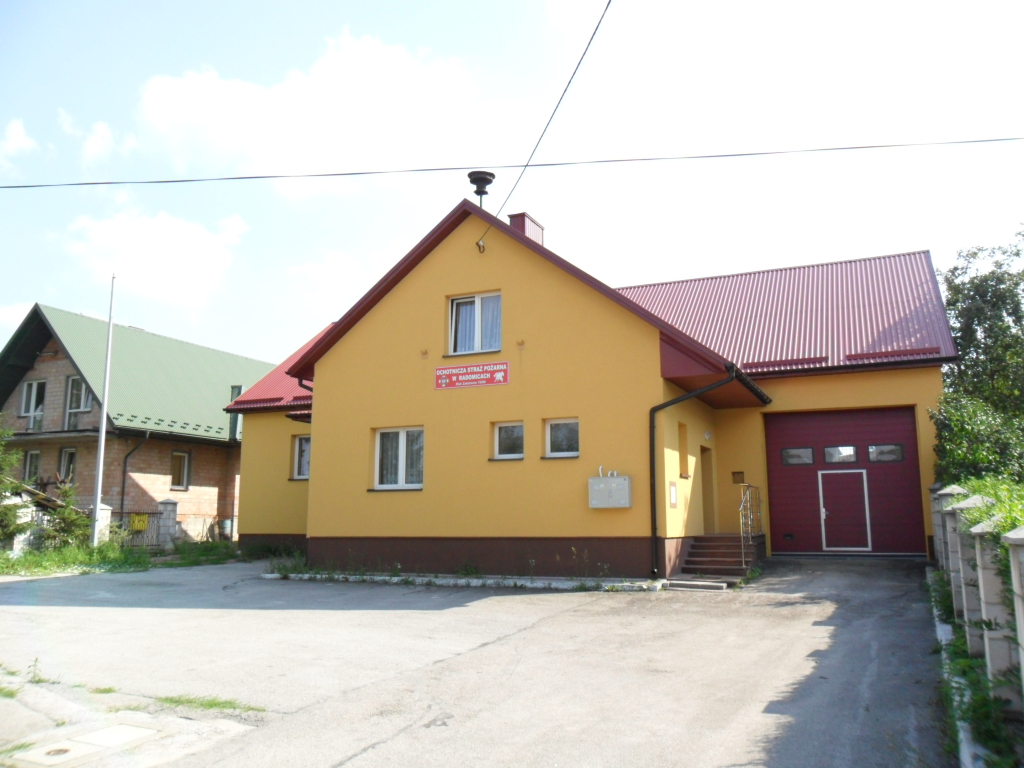
Remiza Straży Pożarnej w Radomicach

Radomice zostały urządzone w 1864, a w związku z tym, że były dość ludną wsią (w początkach XIX w. liczyły 40 gospodarstw, a w 1827 już 61), na jednej działce zagrodowej siedziało po dwóch, trzech gospodarzy. W czasie urządzania na dawnych gruntach rolnych wyznaczono dwie nowe ulice, a zagrody usytuowano po ich północnych stronach. Folwark pozostał na dawnym miejscu i dziś wskazuje pierwotną lokalizację wsi (część wsi zwana Lipa).
W rządowych Radomicach w początkach XIX wieku było 40 gospodarstw, folwark i drewniana karczma. Z uwagi na szczupłość niwy domowej charakterystycznej dla wsi organizowanych na prawie niemieckim, na jednej działce zagrodowej znajdowały się po dwie, trzy, a nawet cztery zagrody. Wzdłuż działek biegły drogi dojazdowe łączące się z drogą gospodarczą obiegającą niwę domową i łączące się z drogą komunikacji lokalnej biegnącą wzdłuż wsi. Przy tej drodze usytuowany był folwark ze stawami w sąsiedztwie. Z dawnych zabudowań folwarcznych zachował się budynek folwarku - mieszkanie dzierżawcy, obora, stodoła i spichrz z mieszkaniem służącego. Wszystkie budynki wzniesione są z kamienia, pierwotnie kryte gontem, obecnie dachówką lub eternitem. Stodołę wzniesiono w murowane słupy z przęsłami wypełnionymi deskami. Budynek folwarku był dwutraktowy, z ziemia na osi, z wydzieloną z niej spiżarką.
Radomice należą do wsi bogatszych w budownictwo drewniane, a z ciekawszych obiektów można wymienić dom z 1900 roku, węgłowany na obłap o tradycyjnym jednotraktowym układzie wnętrz. 
Podczas budowy kościoła w Radomicach ks. proboszcz Henryk Gawroński zlecił wyrzeźbienie ołtarza Władysławowi Trzpiotowi, uznanemu w Kielcach rzeźbiarzowi, członkowi Towarzystwa Przyjaciół Sztuk Pięknych w Kielcach. Ołtarz wyrzeźbiony w drewnie lipowym posiada dwa skrzydła. Na jednym są apostołowie, a na drugim Święta Rodzina. Oprócz ołtarza artysta ofiarował parafianom z Radomic, skąd pochodzi jego żona chrzcielnicę z pnia olchy, ozdobne krzesła oraz stacje Męki Pańskiej.